# Río Quilca
Der Río Quilca, im Ober- und Mittellauf Río Chili, auf einem 75 km langen Abschnitt des Unterlaufs Río Vítor, ist ein etwa 310 km langer Zufluss des Pazifischen Ozeans im Südwesten von Peru in der Region Arequipa.

## Flusslauf
Das Quellgebiet des Río Chili befindet sich in der Cerro Colquerane in der peruanischen Westkordillere auf einer Höhe von etwa 4800 Metern über dem Meeresspiegel. Die oberen 155 Kilometer des Río Chili befinden sich innerhalb des Schutzgebietes Reserva Nacional de Salinas y Aguada Blanca. Der Río Chili fließt anfangs 35 Kilometer nach Nordwesten, anschließend bis zur Einmündung des Río Sumbay bei Flusskilometer 232 nach Westen. Danach wendet sich der Río Chili nach Süden. Bei Flusskilometer 184 trifft der Río Blanco von Osten kommend auf den Río Chili. Bei Flusskilometer 175 befindet sich die Talsperre Aguada Blanca. Der Río Chili fließt unterhalb des Staudamms zwischen den Vulkanen Nevado Chachani (im Norden) und Misti (im Süden) hindurch nach Westen, später nach Südwesten und schließlich nach Süden. Auf diesem Flussabschnitt befinden sich die Wasserkraftwerke Charcani V (135 MW), Charcani IV (15 MW), Charcani VI (9 MW), Charcani III (5 MW), Charcani I (1,8 MW) und Charcani II (0,6 MW). Diese nutzen das Gefälle des Flusses. Dessen Wasser wird dazu an mehreren Wehren abgeleitet.
Bei Flusskilometer 140 durchfließt der Río Chili das Zentrum von Arequipa. Ab Flusskilometer 132 wendet sich der Fluss nach Westen. Bei Flusskilometer 99 trifft der Río Yura von rechts auf den Río Chili. Dieser heißt unterhalb der Einmündung Río Vítor (⊙). Die Panamericana überquert den Fluss bei Flusskilometer 78 nahe dem Ort Vítor. Bei Flusskilometer 24 trifft der Río Siguas von Norden kommend auf den Fluss. Dieser heißt unterhalb der Einmündung Río Quilca (⊙). Der Río Quilca wendet sich auf den letzten 20 Kilometern in Richtung Südsüdwest und erreicht die Pazifikküste. 900 Meter oberhalb der Mündung überquert die Nationalstraße 15D den Fluss.

## Einzugsgebiet
Das Einzugsgebiet des Río Quilca umfasst eine Fläche von 13.817 km², ohne dem Teil-Einzugsgebiet des Río Siguas sind es 12.542 km². Im Westen grenzt das Einzugsgebiet an das des Río Camaná, im Osten an das des Río Tambo.